# چرت (سنگ)
چِرت (به انگلیسی: Chert) چرت، یک واژهٔ عمومی برای رسوبات سیلیسی ریزدانه، با خاستگاه شیمیایی، زیست‌شیمیایی یا زیست‌ژنیکی است. چرت، معمولاً یک سنگ فشرده خیلی سخت است که با شکستگی صدفی خرد می‌شود. چرت‌ها معمولاً دارای سختی بالایی هستند و بعد از ضربه شکستی صدفی و لبه‌های تیز پیدا می‌کند. این سنگ‌ها هم به صورت گره‌دار و هم لایه‌لایه دیده می‌شوند. چرت نوعی سنگ رسوبی ریزدانه میکروکریستالین یا کریپتوکریستالین و پُر از سیلیکا است که ممکن است دارای سنگواره‌های کوچک باشد.
رنگ آن از سفید تا سیاه متغیر است ولی بیشتر به رنگ خاکستری، قهوه‌ای، قهوه‌ای متمایل به خاکستری و سبز روشن تا قرمز زنگ‌زده دیده می‌شود. رنگ آن نشان‌دهنده وجود عناصر گوناگون در سنگ است. رنگ‌های قرمز و قهوه‌ای مربوط به وجود آهن بر اثر فرایند شیمیایی اکسایش-کاهش است.

## گونه‌ها
برخی از گونه‌های چرت، نام ویژه‌ای دارند. 
- سنگ آتشزنه بیشتر به عنوان برابر چرت و به ویژه برای ندول‌های چرتی موجود در گل‌سفیدهای کرتاسه به کار می‌رود.
- یشم به گونه‌ای چرت قرمز گفته می‌شود که رنگ قرمز آن ناشی از هماتیت ریزپراکنده است. این گونه چرت به صورت بین لایه‌ای با کانی‌های آهن در سازندهای آهن‌دار پرکامبرین قرار دارد و ژاسپلیت را پدیدمی‌آورد.
- مولایت (یا «پورسلانیت») به سنگ‌های سیلیسی ریزدانه با بافت و شکستگی، مانند سرامیک چینی بدون لعاب گفته می‌شود. همچنین واژه مولایت برای رس‌سنگ‌های اوپالی که بیشتر از CT پدید آمده‌اند به کار می‌رود.

## زمین‌شناسی
در دوره‌های زمین‌شناسی، چرت‌ها همواره به دسته‌های لایه‌لایه و ندولی تقسیم می‌شوند. چرت‌های لایه‌لایه، بیشتر با سنگ‌های ولکانیکی همراه هستند و خاستگاه آنها ولکانیکی با بیوژنیک سیلیس است. برابر امروز بسیاری از چرت‌های لایه‌لایه قدیمی، لَجَن‌های رادیولر و دیاتومه هستند که نواحی گسترده‌ای از کف اقیانوس‌های عمیق را می‌پوشاند. چرت‌های ندول، بیشتر در سنگ‌های آهکی و تا اندازه‌ای در گل‌سنگ‌ها و سنگ‌های تبخیری گسترش دارند. بیشتر چرت‌های لایه‌لایه، انباشته‌های نخستین هستند؛ از سوی دیگر، بیشتر چرت‌ها دیاژنتیک هستند و با جانشینی [با چه چیزی؟] پدید آمده‌اند. اینگونه چرت‌ها نشان‌دهنده رسوبگذاری رسوبات پُر از سیلیس هستند.